# Вибори до Рівненської обласної ради 2006
Вибори до Рівненської обласної ради 2006 — вибори до Рівненської обласної ради, що відбулися 26 березня 2006 року. Це були перші вибори до Рівненської обласної ради, що проводилися за пропорційною виборчою системою. Для того, щоб провести своїх представників до Рівненської обласної ради, партія чи блок мусила набрати не менше 3% голосів виборців.

## Результати виборів
Загальна кількість депутатів у обласній раді — вісімдесят. 
| Розподіл голосів    | Розподіл голосів    | Розподіл голосів | Розподіл голосів | Розподіл голосів |
| ------------------- | ------------------- | ---------------- | ---------------- | ---------------- |
|                     |                     |                  |                  |                  |
| БЮТ (28)            | БЮТ (28)            |                  | 26.89%           | 26.89%           |
| «Наша Україна» (23) | «Наша Україна» (23) |                  | 22.24%           | 22.24%           |
| УНБ КіП (11)        | УНБ КіП (11)        |                  | 10.36%           | 10.36%           |
| Блок Литвина (6)    | Блок Литвина (6)    |                  | 6.2%             | 6.2%             |
| СПУ (5)             | СПУ (5)             |                  | 5.13%            | 5.13%            |
| Партія регіонів (4) | Партія регіонів (4) |                  | 3.77%            | 3.77%            |
| «Відродження» (3)   | «Відродження» (3)   |                  | 3.13%            | 3.13%            |

Примітка: На діаграмі зазначені лише ті політичні сили,  які подолали  3 % бар'єр
 і провели своїх представників до Рівненської обласної ради.
 В дужках — кількість отриманих партією чи бльоком мандатів